# 沈淙
沈淙（16世紀—17世紀），字伯聲，號祖洲，浙江湖州府烏程縣人，明朝政治人物。

## 生平
沈淙是嘉靖三十八年進士沈節甫之長子，中萬曆十三年（1585年）舉人，授潮陽知縣，剿滅流寇不用煩惱兵餉，地方肅然，而他也豁達明敏，不被屬下欺瞞，又為地方申請減免雜稅，之後他陞任漳州同知，調官蘇州，代理太倉知州，力爭孫學仁巫蠱和陳武官毒僚之失誤，不久掛冠回鄉去世，入祀鄉賢祠和潮陽名宦祠。

## 家族
沈淙的兒子沈棨是萬曆四十一年進士，官至宣府巡撫，他獲追贈中憲大夫、山東按察司副使。

## 引用
1. 1 2  光緒《烏程縣志·卷十五·人物四》：沈淙，字伯聲，號祖洲，節甫長子，萬厯乙酉舉人，知潮陽縣，勦山海之寇不煩兵餉，四境肅然，豁達明敏，人不能欺，綢繆汛地、清核版籍，升漳州同知，移蘇州，署太倉知州，爭孫學仁巫蠱之失，入陳武弁毒僚之失，出生平持法類如此，挂冠歸卒，祀鄉賢，潮陽祀名宦 劉志潮陽縣志羅志祠祀 。……沈棨，字彥威，淙子，萬厯癸丑進士……
2. ↑  光緒《潮陽縣志·卷十六·宦績列傳》：沈淙，字伯聲，湖州舉人，萬厯間知潮陽，豁達明敏人不能欺，綢繆汛地、清核版籍皆可為治譜 臧志 ，會新徵雜稅疊次增額，淙申請得豁減 據唐志賦役 ，後祀名宦，子棨官巡撫。 臧志
3. ↑  同治《湖州府志·卷十六·封廕表》：封贈……明……（烏程）沈淙 見舉人，以子棨贈中憲大夫、山東副使